# 入江 (横浜市)
入江（いりえ）は、神奈川県横浜市神奈川区の町名。現行行政地名は入江一丁目から入江二丁目。住居表示実施済み区域。1966年（昭和41年）5月1日に廃止された入江町（いりえちょう）についても本項で触れる。

## 歴史

### 町名の由来
地区内に入江川があることから。

### 沿革
- 1936年（昭和11年）11月1日 - 子安町字七島、大口、溝下、神之木の各一部を分離し、入江町を新設[8][9]。
- 1966年（昭和41年）5月1日 - 住居表示実施に伴い入江町・新子安・神之木町・神之木台の各一部をもって、入江一丁目・入江二丁目を新設（入江町は廃止、入江町は入江の他に神之木町、新子安一丁目へ編入）[10]。
- 1999年（平成11年）3月1日 - 土地区画整理事業に伴い、入江一丁目の一部を新子安一丁目に編入[11][12]。これに伴い、15番・16番の各街区を廃止[13][14]。

### 町名の変遷
| 実施後     | 実施年月日               | 実施前（各町名ともその一部）                 |
| ---------- | ------------------------ | -------------------------------------------- |
| 入江一丁目 | 1966年（昭和41年）5月1日 | 入江町、新子安（各一部）                     |
| 入江二丁目 | 1966年（昭和41年）5月1日 | 入江町、新子安、神之木町、神之木台（各一部） |

## 地価
住宅地の地価は、2025年（令和7年）1月1日の公示地価によれば、入江1-20-11の地点で39万7000円/m²となっている。

## 世帯数と人口
2025年（令和7年）6月30日現在（横浜市発表）の世帯数と人口は以下の通りである。
| 町名       | 世帯数    | 人口    |
| ---------- | --------- | ------- |
| 入江一丁目 | 1,792世帯 | 2,971人 |
| 入江二丁目 | 1,180世帯 | 2,235人 |
| 計         | 2,972世帯 | 5,206人 |

### 人口の変遷
国勢調査による人口の推移。
| 年                 | 人口  |
| ------------------ | ----- |
| 1995年（平成7年）  | 4,727 |
| 2000年（平成12年） | 4,362 |
| 2005年（平成17年） | 4,995 |
| 2010年（平成22年） | 5,046 |
| 2015年（平成27年） | 5,197 |
| 2020年（令和2年）  | 5,409 |

### 世帯数の変遷
国勢調査による世帯数の推移。
| 年                 | 世帯数 |
| ------------------ | ------ |
| 1995年（平成7年）  | 2,037  |
| 2000年（平成12年） | 1,947  |
| 2005年（平成17年） | 2,239  |
| 2010年（平成22年） | 2,357  |
| 2015年（平成27年） | 2,562  |
| 2020年（令和2年）  | 2,832  |

## 学区
市立小・中学校に通う場合、学区は以下の通りとなる（2024年11月時点）。
| 町名       | 街区             | 小学校             | 中学校               |
| ---------- | ---------------- | ------------------ | -------------------- |
| 入江一丁目 | 1〜14番 17〜28番 | 横浜市立子安小学校 | 横浜市立浦島丘中学校 |
| 入江一丁目 | 29〜34番         | 横浜市立子安小学校 | 横浜市立錦台中学校   |
| 入江二丁目 | 全域             | 横浜市立子安小学校 | 横浜市立錦台中学校   |

## 事業所
2021年（令和3年）現在の経済センサス調査による事業所数と従業員数は以下の通りである。
| 町名       | 事業所数  | 従業員数 |
| ---------- | --------- | -------- |
| 入江一丁目 | 81事業所  | 654人    |
| 入江二丁目 | 98事業所  | 1,059人  |
| 計         | 179事業所 | 1,713人  |

### 事業者数の変遷
経済センサスによる事業所数の推移。
| 年                 | 事業者数 |
| ------------------ | -------- |
| 2016年（平成28年） | 180      |
| 2021年（令和3年）  | 179      |

### 従業員数の変遷
経済センサスによる従業員数の推移。
| 年                 | 従業員数 |
| ------------------ | -------- |
| 2016年（平成28年） | 2,312    |
| 2021年（令和3年）  | 1,713    |

## 施設
- 神奈川警察署入江交番
- 横浜入江郵便局
- 三菱鉛筆横浜事業所

## 交通

### 鉄道
- 当町域の至近にJR東日本横浜線が通っているものの駅はなく、最寄り駅は以下のとおり。
  - JR東日本：京浜東北線新子安駅または横浜線大口駅
  - 京浜急行電鉄：京急新子安駅または子安駅

### バス
- 横浜市営バス
  - 7系統・29系統
  - 84系統
  - 213系統

### 道路
- 国道1号（第二京浜）
- 神奈川県道111号大田神奈川線

## その他

### 郵便番号
- 221-0014[3]（集配局：神奈川郵便局[25]）

### 警察
町内の警察の管轄区域は以下の通りである。
| 町名       | 街区 | 警察署       | 交番     |
| ---------- | ---- | ------------ | -------- |
| 入江一丁目 | 全域 | 神奈川警察署 | 入江交番 |
| 入江二丁目 | 全域 | 神奈川警察署 | 入江交番 |